# Tokudaiji Sanetoki
Tokudaiji Sanetoki (徳大寺実時?   1338 - 7 de abril de 1404) fue un kugyō (cortesano japonés de clase alta) que vivió durante la era Muromachi. Fue el noveno jefe de la familia Tokudaiji (derivada del clan Fujiwara) e hijo de Tokudaiji Kinkiyo.

## Biografía
En 1354 ingresó a la corte imperial del Norte con el rango jusanmi y en 1356 se convirtió en sangi (consejero). En 1382 fue asignado como naidaijin y en 1388 ascendido a sadaijin (hasta 1392). En 1383 fue ascendido al rango juichii.
En 1394 fue nombrado como Daijō Daijin (Canciller del Reino) hasta 1395, cuando se retiró de la corte y se convirtió en un monje budista tomando el nombre de Tsunezane (常実?). Fallecería en 1404.